# Red Bull Bragantino
El Red Bull Bragantino és un club de futbol brasiler de la ciutat de Bragança Paulista a l'estat de São Paulo.

## Història

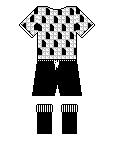
Uniforme del club entre 1989 i 1991.

El 8 de gener de 1928 es fundà el Clube Atlético Bragantino per membres de l'antic Bragança Futebol Clube. Els seus majors triomfs són el Campionat Paulista l'any 1990, la Segona Divisió brasilera el 1989 i la Tercera Divisió el 2007. També fou segon classificat a Primera Divisió el 1991, derrotat pel São Paulo.
El març de 2019 s'anuncià la compra del club per part de Red Bull GmbH. Tot i així, durant la Série B de 2019 (la segona divisió del futbol brasiler), el club mantingué el nom de “Bragantino” i Red Bull només apareixia com a patrocinador. Aquella temporada, van ser campions de la Série B del 2019 i van ascendir a la Série A i van classificar-se per als vuitens de final de la Copa del Brasil 2020.
La temporada 2020 l'administració del club fou assumida per Red Bull GmbH, el nom del club va canviar a Red Bull Bragantino i els seus colors van canviar del blanc i negre al vermell i blanc.

## Palmarès

### Clube Atlético Bragantino
- Segona Divisió brasilera de futbol:
  - 1989, 2019

- Tercera Divisió brasilera de futbol:
  - 2007

- Campionat paulista:
  - 1990

- Campionat paulista Série A2:
  - 1965, 1988

- Campionat paulista Série B2:
  - 1979

### Red Bull Bragantino
- Campionat Paulista do Interior:
  - 2020

## Entrenadors destacats
- Carlos Alberto Parreira
- Vanderlei Luxemburgo

## Jugadors destacats
- Biro-Biro
- Bruno Cazarine
- Gil Baiano
- João Santos
- Marcelo
- Mauro Silva
- Mazinho
- Paulinho